# سيلبرايريا
سيلبرايريا (Salebriaria) هي جنس من العث. وقد وصفها كارل هاينريش عام 1956.